# Yan Hong
Yan Hong (Tieling, 23 oktober 1966) is een voormalig Chinese atlete die was gespecialiseerd in het snelwandelen. Yan Hong was houdster van het wereldrecord op het 10 kilometer snelwandelen van maart 1985 tot mei 1987.
In 1987 behaalde ze een bronzen medaille op het WK in Rome op het onderdeel 10 km snelwandelen. Met een tijd van 44.42 werd ze verslagen door de Sovjetse Irina Strakhova (goud) en de Australische Kerry Saxby (zilver). Twee jaar eerder won ze nog een gouden medaille bij de wereldbekerwedstrijd.

## Titels
- Chinese Spelen 5.000 m snelwandelen - 1983, 1987

## Persoonlijke records
| Onderdeel          | Prestatie     | Datum         | Plaats |
| ------------------ | ------------- | ------------- | ------ |
| 10 km snelwandelen | 44.14 (ex-WR) | 16 maart 1985 | Jian   |

## Palmares

### 3.000 m snelwandelen
- 1985:  WK indoor - 13.05,56

### 5.000 m snelwandelen
- 1985:  Universiade - 22.25,77

### 10 km snelwandelen
- 1985:  Wereldbeker - 46.22
- 1987:  WK - 44.42